# KV35
KV35位於埃及路克索的帝王谷，是法老阿蒙霍特普二世的陵墓，但隨後亦曾被挪用作為存放其他皇室木乃伊的墓室。埃及學者維克多·勞雷特在1898年3月發現該陵墓。

## 佈局和歷史
墓室整體呈現狗腿形狀，是典型的十八王朝早期墓葬佈局。墓室呈現長方形，可再分為上下柱廊，其中下部分被用以安放法老的石棺，這種墓葬樣式後來成為新王國時期皇家墓葬的標準樣式。
這座陵墓被後世用作存放其他木乃伊的集體墓穴。下方所列人物的木乃伊在第三中間時期被遷至此處，學者透過木乃伊裹屍布上的銘文識別他們的身份：
此墓穴中還發現了兩個頭骨，「年輕女士」木乃伊的上方則有一隻不知名木乃伊的手臂。還有一具木乃伊(「船上的木乃伊」)目前下落不明。據先前紀錄，該木乃伊可能在二十世紀初被盗，或可能已損毀。
主墓室：
- 阿蒙霍特普二世（陵墓原始主人，在他的石棺中被發現）

側墓室：
- 图特摩斯四世
- 阿蒙霍特普三世
- 麦伦普塔
- 塞提二世
- 西普塔
- 拉美西斯四世
- 拉美西斯五世
- 拉美西斯六世
- 泰伊王后：原先被稱為「年長女士」木乃伊，在2010年2月時透過DNA檢驗確定其身份。
- 一位王子：一些人認為其為阿蒙霍特普二世之子韋本仙努（英语：Webensenu），他的卡諾卜罈在墓穴中被發現。但該木乃伊的身份也可能是阿蒙霍特普三世和泰伊王后的長子圖特摩斯王子（英语：Thutmose (prince)）。
- 「年轻女士」木乃伊：2003年6月，英國埃及學家乔安·弗莱彻聲稱此木乃伊真實身份應為娜芙蒂蒂。而埃及學家札希·哈瓦斯 則認為其是阿肯那頓的另一位妻子、曾被認為是圖坦卡門生母的基亚，另有些人認為這具木乃伊的性別是男性[3]。 然而，2010年2月的DNA檢驗證實此木乃伊是圖坦卡門的母親，也是阿蒙霍特普三世和泰伊的女兒（同時是阿肯那頓的姐妹和妻子）。她的真實名字至今仍然未知，可能是尼貝塔（英语：Nebetah）或巴凱特阿頓。
- 「無名女士D」：雖其棺蓋上刻有法老塞特纳赫特之王名，但其身份則可能是塔沃斯塔王后。

在此地發現的大多數木乃伊，在2021年法老黃金遊行時運送至埃及文明國家博物館，現於博物館內展出。